# Stazione di Villastellone
Stazione di Villastellone vasútállomás Olaszországban, Villastellone településen.

## Vasútvonalak
Az állomást az alábbi vasútvonalak érintik:
- Torino-Fossano-Savona-vasútvonal

## Kapcsolódó állomások
A vasútállomáshoz az alábbi állomások vannak a legközelebb:
- Stazione di Trofarello (Stazione di Ciriè, Line SFM4, Line SFM7)
- Stazione di Carmagnola (Stazione di Alba, Line SFM4)
- Stazione di Carmagnola (Stazione di Fossano, Line SFM7)